# 布赖地区圣欧班
布赖地区圣欧班（法語：Saint-Aubin-en-Bray，法語發音：[sɛ̃.t‿obɛ̃ ɑ̃ bʁɛ]）是法国瓦兹省的一个市镇，属于博韦区。

## 地理
布赖地区圣欧班（49°25'11"N, 1°52'42"E）面积6.38 平方千米，位于法国上法蘭西大區瓦兹省，该省份为法国北部内陆省份，北起索姆省，西接厄尔省和滨海塞纳省，南至塞纳-马恩省和瓦兹河谷省，东临埃纳省。
与布赖地区圣欧班接壤的市镇（或旧市镇、城区）包括：布拉库尔、埃斯波堡、拉沙佩勒欧波、拉朗代勒、布赖地区翁。

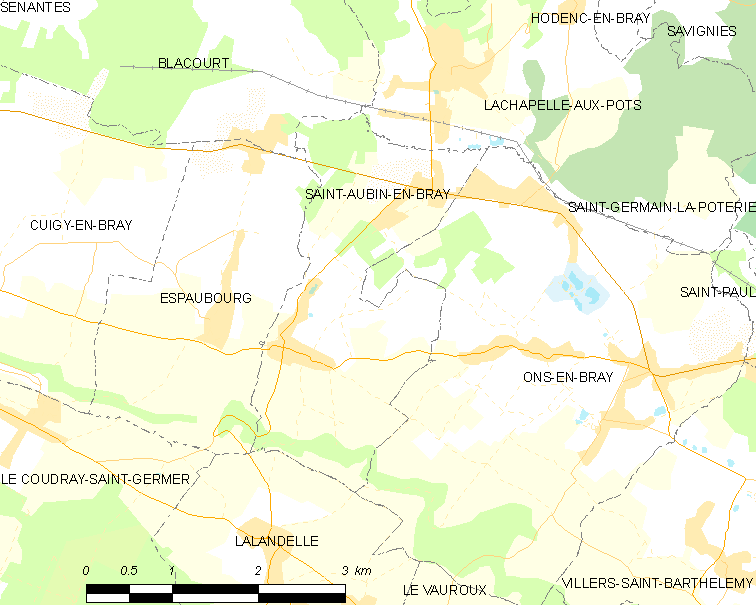
布赖地区圣欧班的OSM定位图

布赖地区圣欧班的时区为UTC+01:00、UTC+02:00（夏令时）。

## 行政
布赖地区圣欧班的邮政编码为60650，INSEE市镇编码为60567。

## 政治
布赖地区圣欧班所属的省级选区为博韦第二县。

## 人口

1962-2008年间布赖地区圣欧班人口变化图示

布赖地区圣欧班于2022年1月1日时的人口数量为1193人。